# Patrick Maselis
Patrick Valère Maria Jérôme Maselis is een Belgisch ondernemer en filatelist. Hij is eigenaar en algemeen directeur van Maselis, een leverancier van graanproducten voor de voedingsnijverheid met hoofdzetel in Roeselare.

## Levensloop
Patrick Maselis is een zoon van Antoon Maselis en een kleinzoon van Jérôme Maselis. Hij behaalde aan de Katholieke Universiteit Leuven diploma's in de farmaceutische zorg (1984) en de bio-ingenieurswetenschappen (1987). Hij behaalde ook een MBA aan INSEAD in Fontainebleau in Frankrijk.
Hij is sinds 1988 algemeen directeur van Maselis, een leverancier van graanproducten voor de voedingsnijverheid gevestigd in Roeselare. In 1994 richtte hij met Gerard Debrabandere ook Poco Loco, een producent van Tex Mex producten, op. In 2007 verkochten ze 74% van Poco Loco aan de Zweedse groep Santa Maria. Nog later kwam Poco Loco in handen van de Finse groep Paulig. In 2004 brachten ze Mulder Natural Foods NV Naar Roeselare. Dit is tot heden nog steeds van hen.
Maselis is of was bestuurder van Voka, voorzitter van het bestuurscomité van KU Leuven Campus Kulak en Campus Brugge, bestuurder van de Maatschappij van de Brugse Zeehaven (en dienst opvolger Port of Antwerp Bruges), voorzitter van de Steunraad West-Vlaanderen van de Koning Boudewijnstichting en voorzitter van KU Leuven Research & Development.
Patrick Maselis is een postzegelverzamelaar. Hij is een voormalig voorzitter van de Koninklijke Belgische Academie voor Filatelie (2009-2015) en de Royal Philatelic Society London in het Verenigd Koninkrijk (2017-2019). Hij is tevens voorzitter van de Club de Monte-Carlo de l'Elite de la Philatélie in Monaco. Daarnaast is hij lid van verschillende andere Europese filatelieverenigingen, onder meer in Frankrijk, Spanje en Rusland. Hij is ook bestuurder van de National Postal Museum in de Verenigde Staten. Hij verzamelt ook alles met betrekking tot de voormalige Belgische koloniën en specifiek de Lado-enclave.

## Onderscheidingen
- Maselis is officier in de Kroonorde.
- Hij is ook ridder in de Orde van Culturele Verdienste en de Orde van Sint-Karel van Monaco.
- Hij is sinds 2019 ereconsul van Kirgizië.[4]
- Sinds 2019 is hij ook lid van de Koninklijke Vlaamse Academie van België voor Wetenschappen en Kunsten.
- In 2013 werd Maselis opgenomen in de ludieke orde van 't Manneke uit de Mane.
- Met zijn postzegelverzameling won Maselis verschillende internationale prijzen.